# Autores Paraguayos Asociados
Autores Paraguayos Asociados, (abreviado APA o A.P.A.), es una entidad de gestión colectiva, sin fines de lucro, radicada en territorio paraguayo, fundada el 1 de julio de 1951, en Asunción.
Amparada por el Convenio de Berna de 1886, fue creada como una sociedad autoral de gestión privada y sin fines de lucro, adquiriendo legalmente personería jurídica, que tiene como objetivos primarios representar, recaudar, distribuir y administrar colectivamente los derechos de los autores y creadores sobre sus obras, creaciones y composiciones, para proteger sus derechos de estos sobre la explotación comercial no lícita de las obras.
Los objetivos de la entidad son la protección, dentro o fuera del Paraguay, de los derechos de los autores paraguayos sobre sus creadas y registradas en allí, así como también la protección dentro del Paraguay de obras de los autores extranjeros registrados en sociedades de gestión que tengan relaciones con APA.
APA se encarga de proteger y administrar, la reproducción, integridad y comercialización de las obras, mediante servicio de tutela jurídica y económica a los autores. Dicha protección se realiza en el extranjero a través de contratos de reciprocidad con entidades semejantes de cada país.
Tras un sumario administrativo, basado en la Ley 1.328/1998 de "Derecho de Autor y Derechos Conexos", el 6 de abril de 2016 la asociación fue sancionada con una suspensión de 180 días por la Dirección Nacional de Propiedad Intelectual (Dinapi), al detectarse graves irregularidades por la administración, presidida por Alcides Roa. Sin embargo, la Comisión Directiva, denunciada ante la Fiscalía por malversación, desconoció a la autoridad estatal, y judicializó el proceso, bajo el respaldo del diputado nacional Dany Durand; generando la indignación de la comunidad cultural de Paraguay.

## Fundación
En el año 1948 se iniciaron las primeras reuniones para conformar una entidad de gestión colectiva de derechos autorales para los autores paraguayos, inspirada en SADAIC (Sociedad Argentina de Autores y Compositores), donde la mayoría de los principales compositores de Paraguay ya estaban asociados.
Autores Paraguayos Asociados (APA) se fundó el 1 de julio de 1951, que tuvo en su primer periodo como directivos a destacadas figuras intelectuales como: Juan E. O'Leary (presidente), Juan Carlos Moreno González (vicepresidente), Mauricio Cardozo Ocampo (secretario), Aniceto Vera Ibarrola (vicesecretario), Guillermo Tell Bertoni (tesorero), Eladio Martínez, Hipólito Sánchez Quell, Juan Max Boettner, Remberto Giménez, Julio Correa, Pablo Alborno, Ezequiel González Alsina (suplente), Facundo Recalde (suplente), José D. Portillo (suplente), Leonardo Alarcón (suplente), Vicente Lamas (suplente).
La entidad tenía por sede el local de la Escuela Normal de Música, en Coronel Martínez 287, de Asunción.
Posteriormente, el actual edificio ubicado en Chile 850, entre Humaitá y Piribebuy, fue adquirido el 2 de julio de 1955, siendo Presidente de la República el General Alfredo Stroessner, mediante un crédito autorizado por el Banco Central del Paraguay, bajo la presidencia del consocio Epifanio Méndez.
De acuerdo a una placa, en aquel momento, el directorio de APA estaba integrado por: José Esculies, Leonardo Alarcón, José D. Portillo, Florentín Giménez, Aniceto Vera Ibarrola, Ignacio Recalde, Marcelino T. Fernández J., Demetrio Morínigo, Eladio Martínez, Emilio Vaesken, Antonio Zuchini Rojas, Tomás Balbuena, Juan Max Boettner, David Lofruscio, Félix Fernández, César Medina, Carlos Lara Bareiro, Alfonso Capurro. Socios honorarios: Federico Cháves y Víctor Boettner.

## Relaciones
APA, AIE Paraguay (Entidad de Artistas, Intérpretes y Ejecutantes) y SGP (Sociedad de Gestión de Productores Fonográficos del Paraguay) forman parte firmante de los convenios con entidades internacionales de propiedad intelectual: OMPI, CISAC, LATINAUTOR, LATINNET, SGAE, MPAA.

## Presidentes
Entre 1948 a 2016, APA tuvo doce presidentes: 1- Remberto Giménez (1948), 2- Juan Enrique O'Leary (1951), 3- Juan Max Boettner, 4- José Esculies, 5- Arturo Alsina, 6- Ángel Peralta Arellano, 7- Enrique Volta Gaona, 8- Juan Bernabé Apodaca, 9- Cayo Frutos Pane, 10- Críspulo Melgarejo (1978-1993), 11- Eulogio Ayala Recalde (1993), 12- Alcides Roa (1995-2016). Este último fue destituido por una orden judicial de intervención, a pedido de los propios asociados, debido a graves hechos de corrupción.

## Dictadura stronista
APA según el “Diccionario usual del stronismo”: “Sigla de Autores Paraguayos Asociados, entidad gremial fundada el 1 de julio de 1951, bajo el gobierno de Federico Chaves, que agrupa a artistas y creadores. Desde los primeros años del stronismo fue copada por asociados adherentes al líder. Sus dirigentes actuaron de manera obsecuente, marginando a músicos y compositores opuestos al régimen y negándoles los derechos autorales que les correspondían por la ejecución de sus obras. Cada 3 de noviembre organizaba los festivales musicales de ‘Gratitud por la Paz’”. -Alfredo Boccia Paz. 2004. Asunción. Paraguay. Editorial Servilibro.

## Polémica administración
Durante 2016, APA padeció una crisis debido a graves irregularidades administrativas detectadas por la institución encargada de regular el cumplimiento de la Ley 1328 “De Derecho de Autor”, la Dirección Nacional de Propiedad Intelectual (Dinapi). La administración presidida por Alcides Roa se opuso a la fiscalización de la Dinapi, y finalmente fue sustituido el 27 de julio de 2016, por una orden de intervención judicial, solicitada por los asociados.
Comisión Directiva de Autores Paraguayos Asociados - APA (marzo de 2015 - julio de 2016)
1 Cosme Alcibiades 'Alcides' Roa (presidente)
2 Flaminio Arzamendia Rodríguez (vice)
3 Santos Augusto Lima Benítez (tesorero)
4 Luis Alberto Barrientos (secretario general)
5 Aníbal Benítez Navarro (vocero)
6 Wilfrido Pratt Godoy
7 Ramón Riveros
8 Otilia Ramona Cañete (Marizza)
9 Carlos Báez
10 Carlos Luis Almeida Cardozo (suplente)
11 Elpidio Alcaraz Segovia (suplente)
12 Juan Bueno Mora (suplente)
Renunciaron en 2016:
1 Sussy Sacco
2 Miguel Ángel Echeverría
3 Antonio Medina Boselli
Director administrativo interino:
- Antonio Roux Vargas (en reemplazo de Oscar Martínez)
Contadora (tercerizada):
- Silvia Raquel Franco Giménez
Asesoría Legal:
- Rubén Ayala Bogado
- Leonardo Garófalo
- Orlando Cuevas (asistente)
- César Martínez Téllez
Jefa de Inspectoría:
- Cecilia Norma Riveros Caballero
Jefe de Agencias:
- Héctor Ávila
Encargada de Caja:
- Librada Noemí Jiménez Torres
Encargada de Recaudaciones:
Patricia Celeste Romero
Informáticos:
- Juan Manuel Coronel Nakagawa
- Víctor Manuel Aquino Martínez
Auxiliar administrativo:
- Jorge Arturo Florentín
Comisión Electoral:
- Lino Trinidad Sanabria
- Jhony Walker (Prudencio Vidal Cabañas)
- Lito Ortiz (Hipólito Espínola Ortiz)
Comisión de Planillas:
- Ismael Barúa
- Domingo Germán Céspedes
Comisión Fiscalizadora:
- Javier Vargas
- Carlos Alfonso
- Hermas Cáceres Acuña

## Cronología del conflicto 2016
El principio del conflicto, más inmediato, de APA comienza en diciembre de 2014, cuando el ex directorio anunció que modificó su tarifario y que decidió cobrar G. 140.000 a las fiestas de cumpleaños en domicilios particulares. Ese mismo mes, 20 empresas privadas, usuarias de Derechos de Autor, demandaron a APA por su tarifario arbitrario.
En coincidencia, a fines de 2014, la Dinapi habilitó su página web y comenzó a recibir denuncias contra la poco clara gestión de APA. Independizada del Ministerio de Industria y Comercio, y dependiente del Poder Ejecutivo, la Dinapi fue creada a través de la Ley N° 4798/2012 y su Decreto Reglamentario N° 460/2013.
Debido a las denuncias, Dinapi realizó la primera auditoría externa a las tres entidades de gestión colectiva: APA (autores), AIE (intérpretes) y SGP (productores fonográficos); entre junio a octubre de 2015, concedida en licitación abierta a AYCA - Auditores y Consultores Asociados.
SGP superó la auditoría; AIE tuvo algunas correcciones; pero APA tuvo una abstención de opinión del auditor, debido a que no entregó la documentación requerida, y se reveló un caos administrativo.
Para la auditoría, APA contrató a la contadora Silvia Raquel Franco Giménez (F y F Asociados, Dicopal, Yelit, Eco Bamboo); controvertida proveedora de los intendentes Vilmar “Neneco” Acosta en Ypejhú, y de Sergio Cuéllar en Fuerte Olimpo.
En diciembre de 2015, Dinapi inició una fiscalización de la gestión administrativa de APA de los últimos 5 años.
El 30 de enero de 2016, dos empleados de informática de APA denunciaron la violación del servidor de datos privados de los socios, por dos técnicos enviados con anuencia el presidente de APA y contratados por la contadora, en un día no laboral (sábado). El peritaje de Dinapi constató cambios de contraseñas e instalación de programas de manipulación remota.
A comienzos de febrero, el diputado Dany Durand se reunió con representantes de APA y Dinapi. Dos semanas después, se reunió con representantes de empresas radiodifusoras y televisoras; planteó una nueva Ley de Derecho de Autor; y dijo que los directivos de APA debían renunciar.
El 12 de febrero de 2016 se viraliza en redes sociales videos y fotos de Berta Rojas, Lizza Bogado, Paiko, Rolando Chaparro, Salamandra, directores de “7 cajas”, y más de un centenar de otros destacados y emergentes artistas, pidiendo #CambioenAPAya.
El ex directorio de APA contrata a los abogados Rubén Ayala Bogado y Leonardo Garófalo. El 18 de febrero declaran “persona no grata” al fiscalizador de la Dinapi, y le prohíben el acceso a APA, le recusan a la directora Patricia Stanley, piden audiencia con Presidente de la República, y envían nota a la Organización Mundial de la Propiedad Intelectual (donde el Estado paraguayo está asociado a través de Dinapi), exigiendo que la OMPI ordene al presidente Horacio Cartes que destituya a la directora de la Dinapi.
Dinapi inicia un primer sumario con denuncias de 50 socios, y pruebas documentales de la fiscalización. El 15 de marzo, APA recibe mil hojas de la acusación, y tiene dos semanas para preparar su defensa.
El 22 de marzo, la jueza Vivian López ordena la suspensión de la asamblea ordinaria de APA, como medida cautelar, a pedido de los propios socios, que también piden la intervención administrativa, para proteger sus derechos ante las irregularidades constatadas.
El 30 de marzo, los abogados de APA no participan de la audiencia de sustanciación de Dinapi, pero presentan recursos de apelación del ámbito penal, que no aplican al ámbito administrativo, en dos ocasiones reiteradas.
El 4 de abril, el colectivo #CambioenAPAya celebra una pacífica manifestación musical frente a APA, que es recibida con un parlante a todo volumen desde la entidad, con grabaciones del expresidente de APA.
Tras constatar las irregularidades y los incidentes legales, el 6 de abril, el juez sumariante de Dinapi pronuncia una sanción de suspensión de 6 meses a la administración de APA.
El 11 de abril, el ex directorio de APA despide a los dos empleados de informática que habían denunciado irregularidades.
El 13 de abril, el diputado Dany Durand convoca a una audiencia pública sobre APA en la Cámara de Diputados. Convoca a directivos, al movimiento de la Asociación de Músicos del Paraguay, y participa el colectivo #CambioenAPAya. Durand propone modificar los estatutos como salida para presionar a que Dinapi levante la sanción.
El 12 de abril, la Dinapi denunció a los ex administradores APA ante la Fiscalía General del Estado por presuntos hechos punibles, considerando graves indicios de malversación, estafa y lesión de confianza.
El 13 de mayo, el colectivo #CambioenAPAya se manifestó frente a la Fiscalía, y los artistas fueron recibidos por el fiscal general.
El 17 de mayo, la ex administración de APA obtuvo un oficio judicial que les permitía retirar G. 224.740.472 de una cuenta de la entidad en Interfisa Banco.
El 18 de mayo, la Fiscalía anunció la incorporación al caso de APA del agente fiscal de la Unidad Especializada en Delitos Económicos y Anticorrupción, Martín Cabrera, como coadyuvante del fiscal titular Alberto González.
El 19 de mayo, el colectivo #CambioenAPAya realizó un festival en la Plaza de la Democracia, con más de 15 mil asistentes.
El 19 de mayo, Dinapi retoma la fiscalización en APA, luego que obtener un fallo judicial, que afirma que Dinapi tiene la potestad “natural” de regular a APA por Ley 1.328. La orden le permite el uso de la fuerza pública. La ex directiva de APA siguió rehusándose a entregar documentos en esta nueva etapa.
El 23 de mayo, el diputado Dany Durand realiza la segunda audiencia sobre APA en la Cámara de Diputados. No participa el colectivo #CambioenAPAya. Durand organiza una reunión de Dinapi con la Mesa Directiva de Diputados, para que la Dinapi acepte su nuevo estatuto, y levante la sanción de APA.
Herederos de Emiliano R. Fernández, Mauricio Cardozo Ocampo, Féliz Pérez Cardozo, Demetrio Ortiz, entre otros, junto a artistas de #CambioenAPAya, se manifiestan en el Congreso, el 7 de junio, a favor de la transparencia y exigen la renuncia del directorio de Alcides Roa.
El 21 de junio, el diputado Dany Durand se reúne con Dinapi y directivos de APA, en el local de APA. El diputado amenaza con pedir una intervención de Dinapi, si no levantan la sanción de APA.
El 21 de junio se ordena la apertura de una cuenta judicial para percibir el pago de derecho de autor, mientras dure la suspensión de APA. De todas formas, los abogados de APA intiman a diversos usuarios al pago, incluyendo un 10% para sus honorarios.
El 28 de junio, el directorio de APA decide suspender los derechos laborales de los empleados, por 90 días, para no abonar salarios.
El 30 de junio, la jueza Karen González ordena la intervención judicial y administrativa de APA, por el plazo de 6 meses. Pero el interventor no concreta su juramento, debido a que el abogado de APA presenta una recusación.
El 5 de julio, los abogados de APA exigen la destitución inmediata de dos magistradas que dieron curso al pedido de intervención administrativa formulada por los socios. En esa misma fecha se activó el movimiento “Defendiendo APA” por los familiares, amigos, inspectores, abogados y contadora del directorio de APA, cuya primera denuncia, a través de perfiles falsos, comenzó confundiendo a la titular de Dinapi, con una asistente fiscal homónima de Curuguaty. Contaron con el apoyo de Juan Vera Ibarra, titular de Asucop.
El 25 de julio, la Fiscalía remite notificaciones a algunos exdirectivos de APA para que acudan próximamente a dar sus declaraciones. Además se solicita la intervención de un perito contable para la investigación.
El 26 de julio, la Mesa Directiva y los Líderes de Bancadas de la Cámara de Diputados reciben el informe de la Dinapi sobre la fiscalización de APA. El presidente de Diputados manifiesta el apoyo a la gestión de la Dinapi, y aboga por la inmediata intervención de APA.
El 27 de julio, el abogado y perito contable Librado Sánchez jura como interventor y administrador judicial de APA. Esa misma mañana, el interventor asume la administración de APA, sustituyendo al presidente Alcides Roa y a toda su comisión directiva. Sánchez garantiza que APA no se cerrará y que el último cuatrimestre se abonará en agosto, como estaba previsto.
El 3 de agosto, ante la vigencia de la sanción administrativa, Dinapi autorizó el funcionamiento provisional de APA por 30 días, considerando la suspensión de la anterior administración por un interventor judicial. El 12 de septiembre, se concedió una ampliación del permiso por otros 30 días. También se decidió extender la fiscalización por 180 días.
El 8 de agosto, a través de una conferencia de prensa, Dinapi denunció el faltante de G. 1.800 millones en las cuentas bancarias de APA, a través de veinte cheques cobrados entre abril y julio. El 11 de agosto, el ex directorio de APA ofreció una conferencia de prensa en la oficina de la contadora Silvia Franco, justo después de un operativo fiscal de allanamiento; sin embargo, no se hicieron comentarios sobre el operativo ni se aclaró sobre el dinero faltante.
El 27 de agosto, el interventor judicial presentó su primer informe mensual ante el Juzgado número 17, ampliando detalles sobre diversas irregularidades administrativas, que constataron el vaciamiento de documentos contables y de fondos de APA.
El 29 de agosto se iniciaron los pagos de tres rubros especiales de derechos autorales: fonomecánicos, derecho mínimo, y compensación equitativa por copia privada, correspondientes al repertorio equitativo utilizado entre marzo, abril, mayo y junio, según monitoreo de BMAT sobre 20 radioemisoras. El fondo provino de una retensión que realizó la entidad AIE, hasta que la administración judicial de APA se concretara.
El 11 de septiembre, el programa de RPC "Algo Anda Mal" emitió un reportaje sobre diversas irregularidades en que se relaciona la excontadora de APA. La directora de Dinapi confirmó que Silvia Franco intentó coimear a los fiscalizadores con G. 200 millones.
El 12 de septiembre, Dirección General de Derechos de Autor, dependiente de la Dirección Nacional de Propiedad Intelectual (DINAPI), prorrogó la autorización del funcionamiento provisional de la entidad Autores Paraguayos Asociados (APA), por motivos de interés público, y bajo la intervención judicial, debido a que la suspensión administrativa seguía vigente.
El 14 de septiembre, el colectivo Cambio en APA YA se reunió ayer con el fiscal general del Estado, Javier Díaz Verón, para exigir celeridad sobre el caso de APA.
El 18 de septiembre, el diario Última Hora publicó sobre la confesión de un funcionario de APA, arrepentido de haber participado del hurto del 27 de julio (mientras asumía el interventor).
“Mencionó que el secretario general Luis Barrientos, ordenó a todos los funcionarios del Departamento de Recaudación e Inspectoría, así como también de Informática, a tomar el dinero y varias documentaciones”. Tal orden fue tomada en la oficina del presidente Alcides Roa, donde en ese momento estaban el abogado Rubén Ayala Bogado y el administrador interino Antonio Roux Vargas, en cuya oficina estaba el circuito cerrado, que fue borrado. Un segundo testigo confirmó la misma versión.
El 23 de septiembre, el Ministerio Público (Fiscalía), a través de los agentes Martín Cabrera y Alberto González, imputó al presidente Cosme Alcibíades “Alcides” Roa, al secretario general Luis Barrientos, a la encargada de caja Librada Jiménez, a la jefa de inspectoría Cecilia Riveros, a la encargada de recaudaciones Patricia Romero y a los informáticos Juan Coronel y Víctor Aquino, por los hechos punibles de lesión de confianza, violación de llevar libros de comercio, hurto agravado, y sabotaje del sistema informático.
El 27 de septiembre, El juez penal Rubén Riquelme admitió la imputación, procesó a los siete imputados, y convocó a los directivos a la audiencia de imposición de medidas, el 10 de octubre. En esa fecha, el juez impuso una fianza personal de los abogados Leonardo Garófalo (por el presidente) y Rubén Ayala (por el secretario) de G 600 millones y G 300 millones, respectivamente. Los procesados no puede salir del departamento Central ni del país, tampoco pueden acercarse a 400 metros de la sede de APA, además, tienen prohibido comunicarse con los interventores de la asociación.
El 13 de octubre, según Última Hora, el banco interfisa remitió un informe alegando que el monto total que disponía APA era de G. 2.515.635.490, por lo que se considera que el perjuicio es mucho mayor al que figuraba en la imputación, que era G. 1.685.518.511.
El 25 de octubre, APA reincorporó al compositor y director de orquesta Florentín Giménez, como socio fundador activo, y fue redescubierta la placa fundacional de APA, donde figuran integrantes de la primera comisión directiva del año 1955, de la cual era miembro el maestro Florentín Giménez. La placa fue quitada por la administración de Alcides Roa.
El 31 de octubre, publicaciones de Última Hora, basadas en el informe judicial, reveló que los herederos del creador de la guarania, José Asunción Flores (que no era socio), tienen una deuda de G. 20 millones con APA, por los anticipos de 2008, y que el último retiro fue de G. 5 millones, el 20 de agosto de 2008, a personas innominadas. También se constató que el heredero del cantante Luis Alberto del Paraná cobraba regalías por los derechos autorales de su padre en APA, pese a que esta institución no gestiona los derechos del músico.
El 14 de noviembre, la Dirección Nacional de Propiedad Intelectual (DINAPI) firmó un convenio de cooperación con la Confederación Internacional de Sociedades de Autores y Compositores (CISAC), con el objetivo de establecer un compromiso en el ámbito de la asistencia técnica para orientar el fortalecimiento institucional de la entidad Autores Paraguayos Asociados (APA).
El 6 de diciembre, el interventor presentó el resultado de una pericia contable forense, que abarcó de enero a julio de 2016, y que constató un faltante de caja por la suma de G. 2.082.871.929, que la administración de Alcides Roa nunca rindió. El informe se anexó como querella adhesiva del caso.
Bajo la intervención, APA inició el viernes 16 de diciembre, el pago de las regalías correspondientes a los derechos de Ejecución Pública, Ringtones, Backtones, Radio y TV, Copia Privada, Fonomecánicos y Derecho de Autor Mínimo, del cuatrimestre de julio, agosto, septiembre, y octubre de 2016.
El 17 de diciembre, el también suspendido "Tribunal Electoral Independiente" de APA, que preside Lino Trinidad Sanabria, acompañado por Lito Ortiz, y Jhony Walker (Vidal Cabañas), convocó a una reunión informativa en el local de la Asociación de Músicos del Paraguay (AMP). El presidente de este gremio, Higinio 'Teteto' Molinas compartió la mesa con el citado TEI, con el extesorero de APA, Santos Lima; el socio y coautor de Alcides Roa, Chico Morel; otro exdirectivo, Carlos Almeida; así como el abogado, Rubén Ayala Bogado. No trascendieron informes sobre este encuentro, que tuvo una escasa concurrencia.
El 21 de diciembre, la excontadora de Alcides Roa en APA, Silvia Raquel Franco Giménez fue imputada por el fiscal Alcides Corvalán por lesión de confianza, apropiación y violación del deber de llevar libros de comercio.  El juez Hugo Sosa Pasmor, convocó para el 29 de diciembre, a la audiencia de imposición de medidas.
En el marco de la investigación por el vaciamiento de APA, el 29 de diciembre, la Administración Judicial aplicó sanciones establecidas en el estatuto con la suspensión provisoria de 26 socios que debieron haber tenido conocimiento de las irregularidades administrativas al participar en cargos cercanos a la anterior administración de Alcides Roa. La medida rige hasta la próxima asamblea, donde se podrá considerar la expulsión, inclusive.
Las suspensiones abarcan a 18 socios que fueron parte de la Comisión Directiva del periodo 2015 y 2016: Cosme Alcibiades Roa, Miguel Ángel Echeverría, Flaminio Arzamendia, Santos Lima, Aníbal Benítez Navarro, Antonio Medina Boselli, Gloria Susana Sacco de Fernández, Ramona Marizza O. Cañete, Luis Barrientos Alcorta, Carlos Alberto Báez Aranda, Ramón Riveros, Wilfrido Pratt Godoy, Carlos Luis Almeida, Juan B. Mora, Elpidio Alcaraz Segovia, Felipe de Jesús Giménez, Hugo Loncharich, Juan Nemesio Bordón.
También fueron suspendidos cinco socios que integraban la Comisión Fiscalizadora, cuya labor debía ser la de actuar como interventor interno de la administración de Alcides Roa: Florencio Vargas (Javier Vargas), Carlos A. Alfonso, Hermes Cáceres Acuña, Luis Gonzaga Mora Barrios, Mirtha Porfiria Alvarenga Ortiz.
Completan la lista de suspendidos: Lino Trinidad Sanabria, Vidal Cabañas y Lito Ortiz, quienes fungían de miembros de la Comisión Electoral o Tribunal Electoral Independiente (TEI) de la era de Alcides Roa. La resolución manifiesta: "Las personas que se atribuyeron ser miembros del TEI (Tribunal Electoral Independiente) no fueron designados por una Asamblea General Ordinaria del 2011 y 2015, como lo establecen los Estatutos de la Entidad. En consecuencia, cometieron usurpación de cargo al atribuirse funciones que no les corresponden."
El 30 de diciembre, un grupo de socios, que participan del colectivo “Cambio en APA ya” se manifestaron frente a la Fiscalía para pedir celeridad en la investigación sobre irregularidades en APA, a fin de que se amplían las imputaciones por lesión de confianza.
El 30 de diciembre, la jueza Vivian López Núñez ordenó la extensión del plazo de intervención por tres meses, desde el 27 de enero de 2017 hasta el 27 de abril de 2017.

## Pericia forense contable
Dentro de la investigación por el desfalco de APA trasciende el "Memo y propuesta de trabajo" de los asesores legales Rubén Ayala Bogado y Leonardo Garófalo, contratados por el expresidente de la entidad, Alcides Roa. Fechada el 8 de febrero de 2016, los abogados proponen extender el conflicto con Dinapi hasta mayo de 2016, mientras se solucionan internamente las irregularidades administrativas, con cuestionables medidas.
Los informes mensuales del interventor afirman que se ha superado la eficiencia en recaudación en comparación a la gestión de la era Alcides Roa; los gastos administrativos se redujeron por debajo del 30%; se normalizaron los anticipos y ayudas sociales; y en ocho meses (hasta marzo de 2017), APA tenía en caja unos diez mil millones de guaraníes. También se reajustó la equivalencia de la UDA según el salario mínimo vigente; y la cuota de ingreso se ajustó de un millón de guaraníes (de la era Roa), a cien mil guaraníes.
En contrapartida, una pericia forense contable reveló una sustracción de 1.500 millones de guaraníes en 2012, de un fondo que debía repartirse proporcionalmente entre los asociados; que el imputado expresidente Alcides Roa retiró G. 73 millones de "Ayuda Social", sin autorización del directorio, más un vale de G. 15 millones, cuando las entregas a otros socios no superaban G. 2 millones; que las firmas F&F Asociados y Dicopal SA, de la excontadora de Roa en APA, Silvia Franco, ya imputada, recibió G. 609 millones, sin saber en qué concepto; y que la deuda a editoriales y sociedades extranjeras alcanza G. 14.620 millones, gastados "en rubros no establecidos en los Estatutos Sociales y que no fueron aprobados por ninguna Asamblea Ordinaria". Situación que ubica a APA en una quiebra técnica.
El 19 de marzo, los camaristas Pedro Mayor Martínez, Arnulfo Arias y José Agustín Fernández decidieron otorgar la prórroga que, debido a la complejidad del caso, fue solicitada por los fiscales Alberto González y Martín Cabrera para presentar el requerimiento conclusivo contra las exautoridades Autores Paraguayos Asociados (APA), quienes fueron procesados por supuesto saqueo a la entidad autoral. Se establece el 23 de junio de 2016 para presentar la acusación.

## Conflicto asambleario en 2017
El 4 de enero, el diario Última Hora publica el rechazo de Lino Trinidad Sanabria a la suspensión de la Administración Judicial, alegando -equivocadamente- que el interventor se excede en sus funciones al sancionar a los socios.
El 17 de febrero, Lino Trinidad Sanabria publica en periódicos: "El Tribunal Electoral Independiente, en vista de la acefalía ocurrida en APA por la renuncia indeclinable e irrevocable de la mayoría de los miembros del directorio ante el TEI de la entidad, este organismo, en uso de sus atribuciones: Resuelve convocar a los socios de la entidad a una asamblea general extraordinaria, a reunirse el días 2 de abril de 2017, a las 8:00 hs., en 1ª convocatoria".
El 8 de marzo, un pedido de Lino Trinidad Sanabria para que el Tribunal Superior de Justicia Electoral (TSJE) fiscalice su ilegítima asamblea es rechazado por una jueza electoral. Patrocinado por el abogado de Alcides Roa, Rubén Ayala Bogado, Lino Trinidad Sanabria solicita a la Administración Judicial de APA que le habiliten el local de la entidad.
El 16 de marzo, la Dinapi emite una resolución para que las entidades de gestión colectiva se ajusten al sistema de listas cerradas, de acuerdo al Código Electoral.
El 21 de marzo, la Administración Judicial convoca a una Asamblea General Ordinaria para el 7 de mayo de 2017. Se designa un Comité Electoral Provisorio para la organización de los comicios, a cargo de Tomás Antonio Saldívar Bogado, como titular; Norma Zelaya de Olmedo y José Antonio Galeano Mieres.
El 22 de marzo, la Administración Judicial de APA resuelve la expulsión de socios Lino Trinidad Sanabria, Vidal Cabañas y Lito Ortiz por infringir diez artículos del estatuto de APA, por usurpar atribuciones de la Comisión Directiva, Comisión Electoral y Comisión Fiscalizadora; por carecer de legitimación activa, y por confundir a los asociados con una convocatoria ilegal.
El 27 de marzo, varios destacados asociados de APA presentan un amparo al TSJE pidiendo la suspensión de la asamblea de Lino Trinidad Sanabria. El amparo es rechazado; la Justicia Electoral explica que el 8 de marzo ya opinaron sobre la ilegalidad de esta asamblea. Sin embargo, Lino Trinidad Sanabria asume esta situación como una supuesta confirmación de su convocatoria. Un adherente de Alcides Roa, Ricardo ‘Pilot’ Lloret, y otro adherente de Higinio ‘Teteto’ Molinas, presidente de la Asociación de Músicos del Paraguay (AMP), aparecen como principales candidatos en una lista única.
El 30 de marzo, la Dinapi informó al TSJE sobre ilegalidad de asamblea de APA convocada por Lino Trinidad Sanabria, que tampoco cumplió con el Decreto Reglamentario de la Ley N° 1.328 “De Derecho de Autor y Derechos Conexos” de informar a Dinapi sobre su asamblea.
El 31 de marzo, el TSJE decide suspender la ilegítima asamblea de Lino Trinidad Sanabria, así como aplaza la asamblea oficial de APA, convocada por la Administración Judicial para el 7 de mayo.
El 3 y 5 de abril, Lito Ortiz y Vidal Cabañas deciden renunciar indeclinablemente al ilegítimo Tribunal Electoral Independiente de Lino Trinidad Sanabria, quien se niega a recibir sus notas. También lo hacen ante la Administración Judicial de APA, Dinapi y TSJE, desistiendo del juicio que Lino Trinidad Sanabria emprendió contra APA para forzar una asamblea ilícita. Ofuscada, la esposa de Lino Trinidad Sanabria, Alcira Alice Aranda Figueredo acusa en redes sociales a Lito Ortiz y Vidal Cabañas de haber recibido supuestamente dinero y amenazas del interventor.
El 7 de abril se anuncia que la Administración Judicial se extiende hasta el 27 de mayo.

## Canon digital en Paraguay
Esta entidad en junio de 2011, impulsó la promulgación de una ley que establece un impuesto más a productos que almacenan o transmiten datos, con el presunto de que dicho producto se utilizará para infringir el derecho autoral. Inmediatamente las organizaciones sociales (CCPy, No al Canon Py, MusEkp) alertaron de que se trataba de un acto de criminalización y censura a la libertad de los usuarios, basada en la estrategia de las SGAE de España, que después de más de dos años de implementación demostró que se trataba meramente de un método de fraude impulsado por la industria y que no favorecía más que a una cúpula mafiosa, escudada por las leyes, que ellos mismos redactaron.